# Brillenschweinswal
Der Brillenschweinswal (Phocoena dioptrica, Syn.: Australophocoena dioptrica) ist der größte Vertreter der Schweinswale (Phocoenidae). Charakteristisch für die Art ist ein weißer Ring um die Augen, der das Tier seinen Namen verdankt.

## Verbreitung

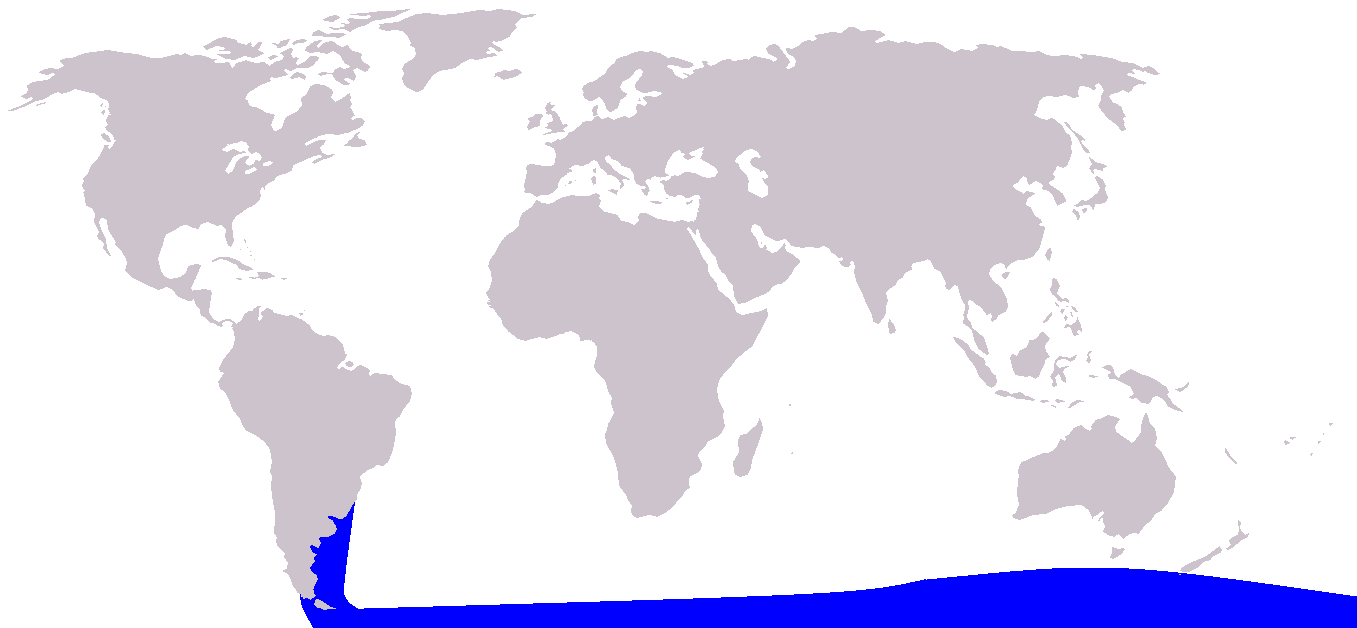
Verbreitungsgebiet

Brillenschweinswale leben zirkumpolar in den Ozeanen der Südhalbkugel. Viele Strandungen sind von Feuerland bekannt. Weitere Sichtungen sind vom südlichen Pazifik (Neuseeland, südliches Australien) und dem südlichen Indischen Ozean (um die Kerguelen) bekannt. Früher ging man davon aus, dass sie Bewohner der küstennahen Regionen sind, während man sie heute eher für Hochseebewohner hält.

## Beschreibung
Brillenschweinswale sind robust gebaute Wale. Die Oberseite ist dunkelblau oder schwärzlich gefärbt und durch eine deutliche Linie von der hellen Unterseite getrennt. Auf dem Schwanzflossenstiel befindet sich zu beiden Seiten ein grauer Fleck. Die abgerundete, dreieckige Finne ist bei Männchen deutlich größer als bei Weibchen. Die Flipper sind weiß, die Finne schwarz und die Rückenseite der Fluke schwarz, während deren Unterseite weiß ist. Der kleine, rundliche Kopf ist durch einen helleren Augenring gekennzeichnet. Die 17 bis 23 Zähne im Oberkiefer und 16 bis 20 Zähne im Unterkiefer sind spachtelförmig. Dieses Merkmal unterscheidet Schweinswale generell von Delfinen. Die Mundspalte ist schwarz gesäumt. Ausgewachsene Tiere erreichen eine Länge von 2 Meter (Weibchen) bis 2,2 Meter (Männchen) und ein Gewicht von 55 bis 80 kg, in Ausnahmefällen bis zu 115 kg.

## Lebensweise
Brillenschweinswale leben einzelgängerisch oder paarweise. Sie ernähren sich von Fischen und Tintenfischen. Die Nähe von Schiffen meiden sie. Ihre Fortpflanzungsbiologie ist nicht bekannt.

## Bedrohung
Die Gesamtpopulation oder der Gefährdungsgrad sind nicht bekannt.